# Rhopalura gigas
Rhopalura gigas är en djurart som först beskrevs av Giard 1877. Rhopalura gigas ingår i släktet Rhopalura, och familjen Rhopaluridae. Inga underarter finns listade i Catalogue of Life.